# Ducado de Limburgo
El Ducado de Limburgo fue un antiguo ducado situado entre los Países Bajos y Bélgica. El ducado está en la actualidad repartido entre las provincias belgas de Lieja, y Limburgo y la provincia neerlandesa de Limburgo y una pequeña parte del estado alemán de Renania del Norte-Westfalia.
En la época romana, Limburgo estaba repartido entre las provincias romanas de Gallia Belgica y Germania Inferior y habitada por tribus celtas hasta que pueblos germánicos los reemplazaron y terminaron con el Imperio romano.
Sus principales ciudades son Limburgo y Eupen.

## Historia

### Condado de Limburgo (1065 a 1106)
El condado carolingio de Len estaba situado entre el río Mosa y Aquisgrán. En 843 el Tratado de Verdun lo incluye en la partición que recibe Luis el Germánico.
Condado vasallo del condado de Lieja, toma posesión de él Federico de Luxemburgo, duque de Baja Lotaringia, por matrimonio.
Federico de Luxemburgo cede el Lengau como dote a su hija Jutta en 1065, por su matrimonio con Waleran I, conde de Arlon.
Los condes de Arlon construyen en torno a 1170 un castillo en su nuevo feudo, Len-burgo (Limburgo) que dará nombre al condado.

### De condado a ducado: Enfrentamiento entre Limburgo y Brabante
Enrique I de Limburgo, nieto de Federico de Luxemburgo, es nombrado duque de Baja Lorena en 1101 por el emperador Enrique IV. Sin embargo en 1106 el hijo del emperador, Enrique V, en enfrentamiento abierto con su padre, nombra duque al conde de Lovaina, Godofredo el Barbudo.
Enrique, sin embargo, no renuncia al título de duque. A partir de él, ninguno de sus descendientes volverá a llamarse conde de Limburgo, sino duque de Limburgo.
Esto dará comienzo durante el siglo XII a un largo enfrentamiento entre los condes de Lovaina y de Limburgo por el gobierno del ducado de Baja Lorena, sintiéndose ambos con legítimo derecho al título ducal, y sucediéndose representantes de ambas casas feudales en el cargo.
En la dieta de Schwäbisch Hall, celebrada en 1190, el emperador Enrique VI confirma definitivamente el título al duque de Brabante (conde de Lovaina), pero los pares aceptan que su autoridad dentro del ducado de Baja Lorena o Lothier solo sea efectiva sobre los feudos imperiales sobre los que tiene autoridad feudal, otorgando de facto cierta autonomía a todos los condados que no posee, entre ellos el condado (o ducado) de Limburgo.

### Composición del Ducado
El Ducado, además de la capital, se encuentra dividido administrativamente en cinco Haut-ban (división administrativa medieval) 
- el ban de Baelen, incluye Welkenraedt y Eupen.
- el ban de Montzen (Plombières), incluye Kelmis.
- el ban de Walhorn (Lontzen), incluye Raeren.

- el ban de Herve, incluye Dison.
- el ban de Sprimont o de las Nueve-Señorías, partido por el Principado de Lieja en dos señorías de "a este lado de los bosques" y siete de "allende los bosques", incluye Esneux.

A partir de 1240 también incluye el condado de Dalhem.
En el siglo XIII se produce brevemente, por matrimonio, la unión personal de Limburgo con los condados de Luxemburgo (entre 1214 y 1226) y Berg (entre 1226 y 1247).

### Guerra de Sucesión (1283-1288): En la Órbita del Ducado de Brabante

Blasón de los duques de Brabante y Limburgo.

Ermengarda, duquesa de Limburgo, murió en 1283 sin dejar herederos. El emperador Rodolfo I de Habsburgo concedió a su viudo, el conde Reinaldo I de Güeldres, el derecho al usufructo del ducado de forma vitalicia, pero Adolfo V de Berg, primo de Ermengarda, a quien correspondía el título, se opuso. Sin embargo, no pudiendo hacer valer sus pretensiones por las armas vendió sus derechos a Juan I de Brabante.
La guerra de sucesión entre Reinaldo y el duque de Brabante, Juan el Victorioso, se dilató por espacio de cinco años, involucrándose en ella todos los estados vecinos, y concluyó con la Batalla de Worringen (1288), localidad próxima a Colonia, de la que salió vencedor Juan.
Limburgo pasó a estar gobernado por el duque de Brabante, pero como un ducado aparte, siguiendo la suerte del Ducado de Brabante.
Los duques de Brabante y Limburgo serán sucedidos por el duque de Borgoña en 1430, pasando a formar parte del Estado borgoñón.

### Historia posterior

#### Estado Borgoñón y Países Bajos españoles
El ducado de Limburgo pasa a formar parte de los vastos territorios gobernados por el duque de Borgoña, y seguirá la misma suerte que el estado borgoñón, pasando a la casa de Habsburgo en 1477, formando los Países Bajos Españoles, más tarde (1713) Países Bajos Austríacos, pero siempre conservando su integridad formal, hasta que en 1794 es conquistado por el ejército francés durante las Guerras revolucionarias francesas e integrado en la Primera República Francesa en 1795, que lo incluye en el nuevo departamento de Mosa Inferior.

#### Ducado de Limburgo (1839-1920)
El Congreso de Viena otorga en 1815 la provincia napoleónica de Mosa Inferior al nuevo Reino Unido de los Países Bajos.
Sin embargo, en 1830 Bélgica se subleva. El Tratado de Londres, en 1839, parte la Provincia de Mosa inferior entre Bélgica y Holanda. Una segunda división de la parte belga entre Bélgica y Luxemburgo, estado recién creado, hace que, para compensar a Alemania de la pérdida de Luxemburgo, la parte neerlandesa sea incorporada como estado autónomo a la Confederación Alemana como "Ducado de Limburgo" en 1839.